# Kanton Mantes-la-Jolie
Kanton Mantes-la-Jolie (fr. Canton de Mantes-la-Jolie) je francouzský kanton v departementu Yvelines v regionu Île-de-France. Skládá se pouze z města Mantes-la-Jolie.